# Домбрабадское кладбище
Домбраба́дское городское кладбище (узб. Do`mbrobod qabristoni) — городское кладбище № 2 в Ташкенте, расположенное в Чиланзарском районе города по ул. Ипподромной недалеко от станции метро «Олмазор» (до 2010 года «Сабира Рахимова»). Названо по названию местности — Домбрабад.

## История кладбища
Кладбище было открыто в 1964 году на окраине Ташкента (по проекту архитектора И. М. Тормашева), когда Боткинское кладбище Ташкента, ввиду отсутствия мест на нём, стали закрывать для новых захоронений.
На кладбище имеются участки для иудейских, мусульманских и других конфессиональных захоронений. Мусульманская часть кладбища носит название Сугалли-ата (узб. So‘galli ota qabristoni).
На христианской части кладбища похоронены М. Е. Массон, Б. В. Лунин, китаевед М. И. Моложатова, поэтесса Н. П. Бурова и многие другие выдающиеся жители Ташкента.
На участке 127, перед православным храмом находится захоронение воинов-интернационалистов.
Общая площадь кладбища 165 га. Примерное количество захороненных – 450 тысяч человек.

## Культовые сооружения
На территории кладбища имеется православный храм святого Владимира (здание первоначально задумывалось как зал гражданских панихид, но не было достроено; в 1991 году передано верующим и 18 ноября 1999 года освящено как православный храм).
На мусульманской части кладбища — мечеть Мухтархан.

## План кладбища
Подробный план Городского кладбища № 2 (домбробад) на openstreetmap.org
По территории кладбища в востока на запад протекает коллектор, отвод канала Изза, который, в свою очередь, питается водами Анхора

## Галерея
- Иконостас храма